# Boogie Mamma
A Boogie Mamma zenekar egy magyar ska-együttes. Zenéjükben swinggel, reggae-vel, punkkal, tangóval, rock and roll-lal, calypsóval, sramlival, hard rockkal stb. ötvözik a hagyományos ska-muzsikát. Koncertjeik leginkább a performance, a rögtönzésekkel tarkított színház és a "stand-up comedy" keverékeként jellemezhetők.

## Megjelent lemezek
- Apró keblek dicsérete (2005)
- Negyvennégy Boogie Mamma hírlevél és kölem-kölemféle csudálatos dolgok (2007)

## Szereplés válogatáslemezeken
- Karafiáth Orsolya: Maffiaklub (2008) - Game over (Für Anikóval)
- 1 év Könyvtárklub (2008) - Mi adtuk az EU-nak a legjobb nőket
- MOVE! (2008) - Telemarketing; Vértévé (Gallowglass zenekarral)
- Skaland 2005 - Reklám
- Magyar Ska 2003 - Apró keblek dicsérete